# Stazione di Pehlivanköy
La stazione di Pehlivanköy (in turco: Pehlivanköy garı) è una stazione ferroviaria del villaggio di Pehlivanköy, nella Turchia europea.

## Storia
La stazione fu costruita dalla Chemins de fer Orientaux e inaugurata il 4 aprile 1873.

## Movimento
La stazione è servita da treni regionali svolti da TCDD Taşımacılık per Istanbul Halkalı, Uzunköprü e Kapıkule.